# France Mihelič
Za glasbenika glej Franc Mihelič.
France Mihelič, slovenski slikar, grafik in ilustrator, *  27. april 1907, Virmaše pri Škofji Loki,  † 1. avgust 1998, Ljubljana.
V matični knjigi Stare Loke je vpisan kot Frančišek Mihelič. Rodil se je očetu železniškemu delavcu Francu in materi Jožefi (roj. Novinec). Brat mu je bil pedagog Stane Mihelič. France Mihelič je študiral na Akademiji likovnih umetnosti v Zagrebu, kjer je študiral slikarstvo v letih 1927-31. Po zaključku študija je delal kot učitelj likovnega pouka v Kruševcu in kasneje na Ptuju.
Med vojno se je pridružil partizanom. Večino časa je preživel na Dolenjskem in v Beli krajini. Udeležil se je Zbora odposlancev slovenskega naroda v Kočevju leta 1943. Po koncu vojne je bil med vodilnimi profesorji na likovni akademiji v Ljubljani. Uveljavil se je kot znan slikar in grafik. Med leti 1945 in 1970 je bil redni profesor na Akademiji za upodabljaloče umetnosti oz. ALU v Ljubljani. Leta 1963 je bil izvoljen za rednega člana v razredu za umetnosti SAZU; bil je tudi častni član umetnostne akademije v Firencah.
Njegova zadnja žena je bila slovenska pisateljica Mira Mihelič, s Heleno Puhar pa je imel hči, publicistko Alenko Puhar.
Njegov najmlajši brat je bil arhitekt in prav tako akademik, Milan Mihelič.
Po njem je imenovana Miheličeva galerija na Ptuju.

## Nagrade in priznanja
- Prešernova nagrada 1949 za deli Kolona v snegu, Vaška ječa
- Levstikova nagrada 1949 za ilustracije v knjigi Prežihovega Voranca Solzice
- Levstikova nagrada 1951 za ilustracije v knjigi Frana Levstika Najdihojca
- Levstikova nagrada 1952 za ilustracije v knjigi Franceta Bevka Pestrna
- Prešernova nagrada 1955 za grafični opus
- Levstikova nagrada 1956 za ilustracije v knjigi Mire Mihelič Štirje letni časi
- Prešernova nagrada  1965 za umetniško dovršeno idejno zasnovo figuraličnega in scenskega inventarja, namenjenega lutkovni uprizoritvi Maeterlinckove Sinje ptice.
- Nagrada za grafiko »Renato Carrain« na XXVII. bienalu v Benetkah (1954)
- redni član SAZU (1963)
- nagrada AVNOJ-a (1970)
- Jakopičeva nagrada (1978)
- zaslužni profesor ljubljanske univerze (1979)
- zlati častni znak svobode RS (1996)